# (37362) 2001 UM65
2001 UM65 (asteroide 37362) é um asteroide da cintura principal. Possui uma excentricidade de 0.18860770 e uma inclinação de 5.18932º.
Este asteroide foi descoberto no dia 18 de outubro de 2001 por LINEAR em Socorro.